# لینشوتن
لینشوتن (به هلندی: Lange Linschoten) یک منطقهٔ مسکونی در هلند است که در آده‌واتر واقع شده‌است. لینشوتن ۶۲۰ نفر جمعیت دارد.